# 尼古拉·罗斯拉维茨
尼古拉·安德烈耶维奇·罗斯拉维茨（烏克蘭語：Микола Андрійович Рославець，1881年1月4日—1944年8月23日），乌克兰作曲家。早年在莫斯科音乐学院学习。十月革命后曾经颇为活跃，积极参与左派音乐运动。1930年被批判，1931-1933年到塔什干，后回到莫斯科，晚年实际上被官方封杀。罗斯拉维茨的早期作品受斯克里亚宾影响，其后逐渐采用更为激进的无调性，音乐规模宏大，音响和结构极端复杂，难以理解。其作品在近年来逐渐得以复兴，被誉为“俄罗斯的勋伯格”。